# BMW 003

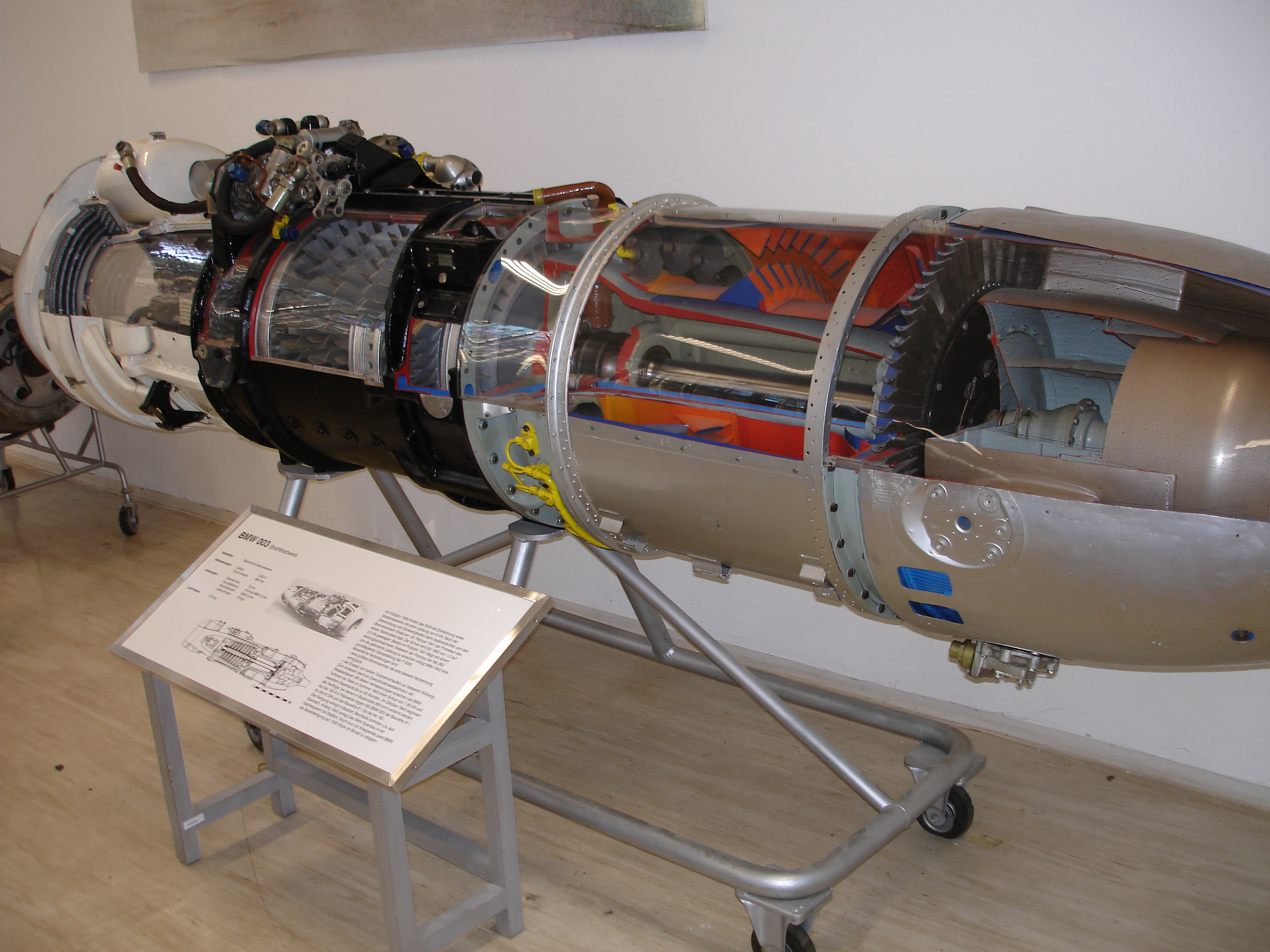
BMW 003のカットモデル

BMW 003(RLM分類 BMW 109-003) は、第二次世界大戦後期にドイツのBMWが開発・生産した、初期の軸流式ターボジェットエンジン。003とユンカース ユモ 004のみが第二次世界大戦中に量産に到達したドイツのターボジェットエンジンである。

## 概要
BMW 003は、同様のジェットエンジンであるユンカース ユモ 004よりも早期に着手されたが、小型大出力を狙った事が災いして開発は難航し、余裕ある設計の004より実用化が後になった。そのためメッサーシュミット Me262やアラドAr234、全翼機ホルテン Ho229ら003搭載予定機は、機体の方が先に完成し、已むを得ず004を積んで進空した。最も有名な事例はメッサーシュミット Me262で003を搭載して2機のＶシリーズの試作機と2機の試作
機A-1bに使用された。
結局、003の搭載機はハインケル He162と4発化された Ar234 後期の発展型のCシリーズのみで、大戦末期の混乱下で約500基が生産されたが、実際に第一線に送られた物はその内の少数に留まった。
003の残存機は、004と同様に戦後ドイツに進駐した米・ソ・仏軍によって接収・調査され、東西各国に先進的ターボジェット技術を齎した。ソビエトではRD-20の名で再生産され、MiG-9のエンジンとして実際に使用されている。
日本へは日独連絡潜水艦でサンプル2基と詳細設計図が運ばれる途中消息を絶ったが、別路帰国した海軍航空技術廠の巖谷英一技術中佐の手で全体図と写真が持ち帰られ、ネ20開発の参考にされた。

## 設計と開発
ジェット推進の原理はドイツで1937年初頭にハインケル社に勤務するハンス・フォン・オハインによって実証された。技術革新の潜在的な可能性を認識したドイツ航空省は航空エンジン製造会社に独自のジェットエンジンの開発計画を開始するように通達し、ユンカースとBMWの両社と推力690 kg (1,520 lb)のエンジンの契約を交わした。
BMW003はブランデンブルク発動機工場社の計画としてヘルマン・オーストリッヒの監督下で開発が開始され、航空省によって109-003の識別符号をつけられた。ブラモ社では同様に109-002というターボジェットも開発中だった。1939年BMWはBramo社を買収して両方のエンジン開発計画を統合した。109-002は反動を相殺する為に理想的な同軸反転式圧縮機を備えていたが固有の問題を解決する事はより多くの困難を伴うので、より単純な構造に転換する為に中止された。
製造は同年末に開始され最初の運転は1940年8月に実施された。しかし、推力は期待された6.3 kNの半分以下の150 kg (330 lb)にすぎなかった。最初の飛行試験は1941年半ばにBf110に懸架されて実施された。エンジンの問題は継続中で計画は遅延したので、搭載予定のMe262は飛行試験の準備が整っていたにもかかわらずエンジンが入手できなかったので従来のユモ210レシプロエンジンを先端部に設置して飛行試験を行った。1941年11月までMe262V1がBMWのエンジンを搭載して飛行できず、試験時に両方のエンジンが故障した。試作機はジェットエンジンが停止した時、外されずに残されていたレシプロエンジンで飛行場まで帰還した。
Me262用のMe 262 A-1bとして知られていた2機の実験機を除いてBMWエンジンの正式採用は見送られた。量産型のMe 262 A-1aではより重く、重心の移動を修正する為に主翼の後退が必要なユモ004が採用された。003の開発作業は継続され、1942年末には出力が強化され、信頼性が向上した。強化されたエンジンは1943年10月にJu88で飛行試験が実施され、1944年8月には量産準備が整った。完成したエンジンは信頼性に問題を抱えており(平均分解整備間隔)50時間毎に分解整備が必要だった。一方のユモ 004の分解整備間隔は30から40時間の間で10時間に満たない場合もあった。
エンジンの開発は推力が900 kg (2,000 lb)に向上した003Cと1,250 kg (2,760 lb)に向上した003Dも含まれ、に8段の圧縮段と2段のタービンが追加された。
003エンジンを採用する機体で量産されたのは改良型の"E"型を搭載するHe162のみだった。この型式は機体の胴体の上に設置する為に垂直設置するように改良された。4発式のアラド Ar234Cも同様に入手できたBMWのジェットエンジンを使用するために設計された。
後期型の一つに推力を増強する為に小型のロケットエンジン(BMW 109-718)を追加した派生型があり、離陸時に3分から5分間1,250 kg (2,760 lb)の推力を増加した。この仕様はBMW-003Rとして知られ、1基の試作機が先進型のMe262(Me 262 C-2b Heimatschützer II)と He 162 (He 162 E)で試験されたが複数の深刻な信頼性の問題を抱えている事が明白になった。両方の試作機共にジェット/ロケットを併用して1945年3月に飛行したが162Eの試験結果は確認されなかった。
およそ500基のBMW 003が生産されたが、そのまま生産が継続していた場合、ドイツのジェットエンジンの生産能力は1946年半ばの時点で年産100,000基に到達していたであろうと推定される。
BMW-003は日本に輸出されたが、実物は届かなかった。代わりに日本人の技術者達はエンジンの設計図と写真を独自のターボジェットであるネ-20の設計に使用した。

### 戦後の使用
戦後、鹵獲された2基のBMW-003はソビエト初のジェット機であるMiG-9試作機に搭載された。BMWエンジンの青写真はベルリン近郊のBasdorf-Zühlsdorf工場とノルトハウゼン近郊の中央工場でソビエト赤軍によって既に接収済みだった。BMW 003の製造設備はレニングラードの"Red October" GAZ 466 (Gorkovsky Avtomobilny Zavod, または "Gorky Automobile Plant")に移設され1947年から識別符号RD-20 (RDはreactivnyi dvigatel, または "jet drive")として量産された。
連合軍によるドイツの占領後、マルセル・ダッソーはHermann Östrichにアメリカ占領地域からフランス占領地域へ移ることを打診した。フランスの国有航空機エンジン会社であるスネクマの1部門であるヴォワザンの為に数年間勤務した。ダッソー・ウーラガン、ミラージュIII、ミスティール戦闘機の為に003の設計を元に彼はより大型のアターを開発した。

## 派生型
データの出典:Aircraft Engines of the world 1946
BMW 003 A1 (TL 109-003)試作, 5.87 kN (1,320 lbf) / 8,000 rpm / 海面高度.
BMW 003 A2 (TL 109-003)初期生産型, 7.83 kN (1,760 lbf) / 9,500 rpm / 海面高度.
BMW 003 C (TL 109-003)出力増強型, 重量低減 A2, 8.81 kN (1,980 lbf) / 9,500 rpm / 海面高度
BMW 003 D (TL 109-003)出力増強型 C, 8.81 kN (1,980 lbf) / 9,500 rpm / 海面高度.
BMW 003 EハインケルHe162とヘンシェル Hs132で使用するために垂直の設置箇所を備える
BMW 003 R (TLR 109-003)1基のA2 とBMW 718 (RLM 発動機番号 109-718) 液体燃料ロケットを噴射口の上部に固定してR-stoff (別名 Tonka または TONKA-250, 50% トリエチレンと 50% xylidine) を燃料として、SV-Stoff (別名 RFNA: 94% HNO3, 6% N2O4) を酸化剤とした。R型は併用時の推力は20.06 kN (4,510 lbf) で 3分間作動した。

## 仕様諸元 (BMW 003A-2)
一般的特性
- 形式: 軸流式ターボジェットエンジン
- 全長: 3,632.2 mm (143 in)
- 直径: 690.9 mm (27.2 in)
- 乾燥重量: 623.7 kg (1,375 lb)

構成要素
- 圧縮機: 7段軸流式圧縮機
- 燃焼器: 1 アニュラ型燃焼器
- タービン: 単段軸流式
- 使用燃料: J-2 軽油或いはガソリン
- 潤滑システム: 加圧供給式 586 kPa (85 psi),  38 °C (100 °F)時に163 S.U.秒 (35 cs) (D.T.D 44D)の等級の潤滑油をアニュラ型タンクと冷却器を備えたドライサンプ 4 排出ポンプで使用

性能
- 推力: 7.83 kN (1,760 lbf) 9,500 rpmで回転時 海面高度で離陸時
- 全圧縮比（英語版）: 3.1:1
- 空気流量: 19.28 kg (42.5 lb)/秒 9,500 rpmで回転時
- タービン入口温度: 770 °C (1,418 °F)
- 燃料消費率: 142.694 kg/kN/hr (1.4 lb/lbf/hr)
- 推力重量比: 0.0125 kN/kg (1.282 lbf/lb)
  - 定格, 静止時:  6.89 kN (1,550 lbf) / 9,000 rpm / 海面高度
  - 戦闘飛行時: 6.23 kN (1,400 lbf) / 9.500 rpm / 2,500 m (8,202 ft) / 900 km/h (559 mph; 486 kn)
  - 通常飛行時: 2.85 kN (640 lbf) / 11,500 rpm / 11,000 m (36,089 ft) / 900 km/h (559 mph; 486 kn)

出典: Aircraft Engines of the world 1946